# سید حسن حسینی شیرازی
سید حسن حسینی شیرازی روحانی و مجتهد شیعه در سال ۱۳۵۴ قمری در شهر نجف زاده شد. وی فرزند سید مهدی حسینی شیرازی و برادر سید محمد حسینی شیرازی و سید صادق حسینی شیرازی و همچنین از شاگردان میر سید علی بهبهانی(از مراجع تقلید) است. وی در زادگاهش، کشور «عراق» علیه حاکمیت بعث عراق فعالیت سیاسی داشت و در ۱۲ اردیبهشت ۱۳۵۹ به‌دستور صدام در کشور لبنان ترور شد.
او حوزه علمیه زینبیه را در کنار حرم زینب در سال ۱۳۵۳ه‍.ش با هدف جذب علویون سوریه تأسیس کرد. او فعالیت‌های خود را توسعه داد و علاوه بر سوریه در لبنان و مصر نیز به فعالیت‌هایی پرداخت.

## مبارزه با کمونیسم در عراق
با ظهور کمونیست‌ها و انتشار افکار ضد دینی، جوانان سؤالات زیادی دربارهٔ دین و اقتصاد اسلامی می‌کردند. گفته می‌شود که تا آن زمان، هیچ کتابی در عالم تشیع در مورد اقتصاد اسلامی نگاشته نشده بود و سید حسن شیرازی اولین نویسنده این‌گونه کتاب‌ها بود.

## فعالیت‌های ضد حکومت بعث عراق
فعالیت‌های او و مخالفت‌های وی با حاکمیت عراق سبب شد تا حکومت بعث او را دستگیر و روانه زندان «قصرالنهایة» کند؛ وی از همان ابتدا مورد شکنجه‌های شدید قرار گرفت، به‌گونه‌ای که مادر او در اولین ملاقات با وی، در لحظه نخست او را نشناخته بود چرا که در اثر شکنجه‌های سخت صورت او تغییر کرده بود. شیرازی گفته بود که یک روز زیر دست شکنجه‌گرها متوسل به امام زمان شدم و نذر کردم که اگر مرا از این زندان هولناک رهایی بخشد کتابی دربارهٔ امام زمان می‌نویسم. سید حسن از این زندان رهایی یافت و کتابی نیز در این زمینه نوشت.

## ترور توسط حکومت بعث عراق
سید حسن شیرازی در تاریخ ۱۲ اردیبهشت ۵۹ زمانی که قصد شرکت در مراسم یادبود سید محمد باقر صدر در لبنان را داشت، توسط دو نفر موتورسوار به ضرب گلوله ترور شد. روزنامهٔ رسمی مجلس اعلای انقلاب اسلامی عراق (الشهادة) در مصاحبه‌ای که با خالد عبدالغفار منشی صدام حسین داشت، گفت صدام شخصاً دستور ترور سید حسن شیرازی را داده بود. در روز 13 اردیبهشت سید روح الله خمینی رهبر ایران در پیامی به سید محمد حسینی شیرازی درگذشت سید حسن شیرازی را تسلیت گفت همچنین سید عبدالله شیرازی و سید احمد خوانساری درگذشت ایشان را تسلیت گفتند.   

## آثار
کتب نوشته شده توسط او عبارت است از:
- کلمة الله
- کلمة الرسول الاعظم صلی الله وعلیه وآله وسلم
- کلمة الامام الحسن علیه السلام
- کلمة الاسلام
- کلمة الامام امیرالمؤمنین علیه السلام
- کلمة فاطمةالزّهراعلیهاالسلام
- کلمة الامام الحسین علیه السلام
- کلمة الامام زین العابدین علیه السلام
- کلمة الامام الباقرعلیه السلام
- کلمة الامام الصادق علیه السلام
- کلمة الامام الکاظم علیه السلام
- کلمة الامام الرضاعلیه السلام
- کلمة الامام الجوادعلیه السلام
- کلمة الامام الهادی علیه السلام
- کلمة الامام العسکری علیه السلام
- کلمة الامام المهدی علیه السلام
- کلمة الانبیاءعلیهم السلام
- کلمة السیدة زینب علیهاالسلام
- کلمة العلماء و الحکماء
- خواطری عن القرآن (در چهار جلد)
- العمل الأدبی
- الأدب الموجّه
- التوجیه الدّینی
- الاقتصاد الاسلامی (در دو جلد)
- الشعائر الحسینیه
- مسند الامام موسی بن جعفر
- حدیث رمضان
- اله الکون
- النّصر الاول للاسلام
- بطل الاسلام الخالد
- موقف الاسلام الفاضل
- رسول الحیاة
- دیوان اشعار